# Бригада охраны поглавника
Бригада охраны поглавника (хорв. Poglavnikov tjelesni zdrug) — элитное подразделение Независимого государства Хорватия, состоявшее из усташей — телохранителей поглавника Анте Павелича. Действовала как независимая боевая единица.

## История

### Батальон

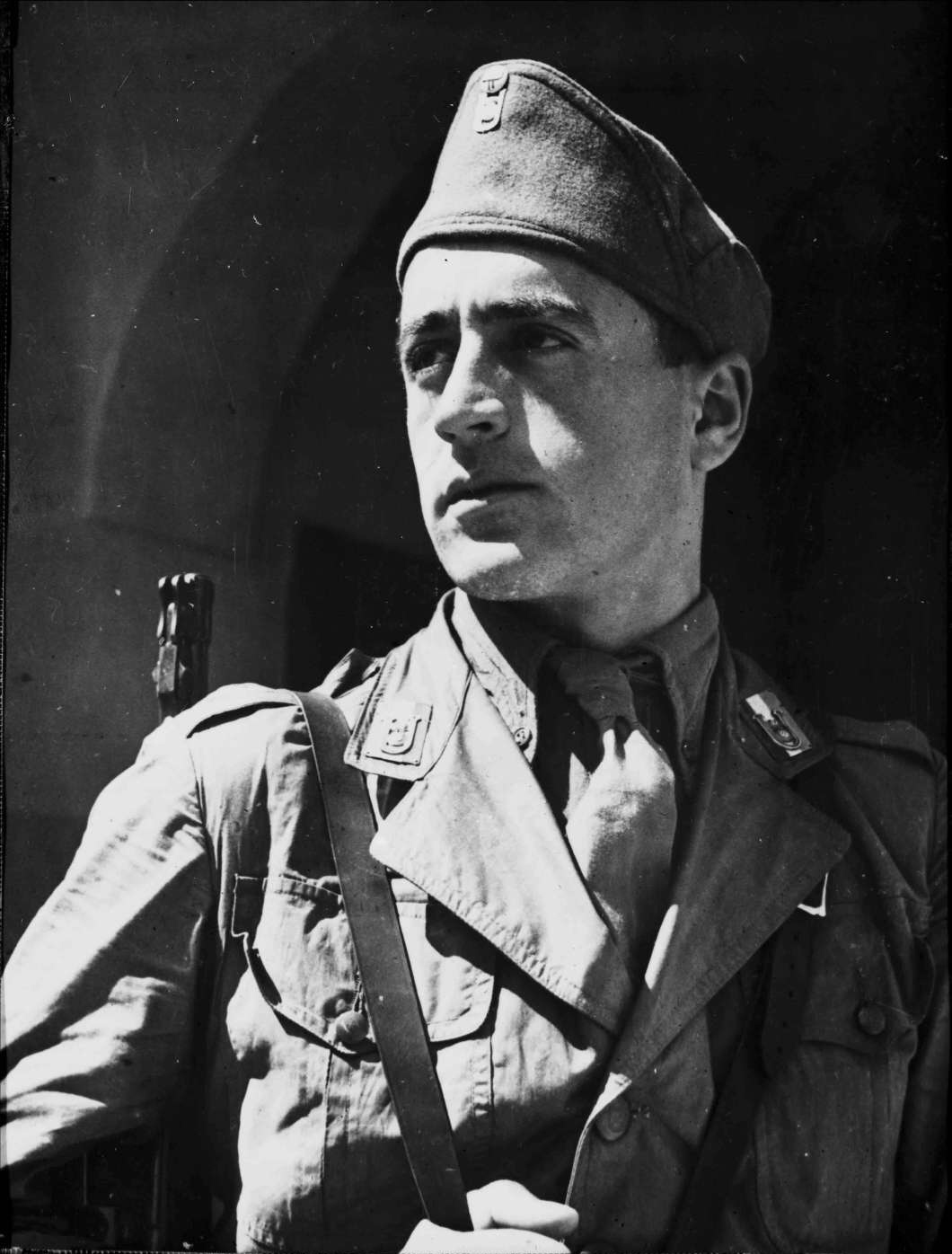
Боец Бригады охраны поглавника

Батальон охраны поглавника (хорв. Poglavnikova tjelesna bojna) был одним из первых воинских подразделений, созданных в Загребе. Он был составлен из числа усташей, скрывавшихся в Италии и назывался изначально Батальоном главного усташского движения (хорв. Bojnica Glavnog Ustaškog Stana). Когда многие его солдаты отправились на различные спецзадания, батальон стал пополняться добровольцами. На протяжении нескольких первых месяцев в батальоне была полная неорганизованность, поэтому его командира Еролима Катича сместили, назначив вместо него капитана Анте Мошкова. Служба в подобном батальоне считалась честью для граждан НГХ.

### Расширение до бригады
10 мая 1942 года батальон преобразовали в бригаду. К лету 1942 года полковник Мошков расширил своё влияние на Павелича и сумел освободить бригаду от подчинения Главному штабу Усташского воинства, сделав бригаду независимым воинским формированием. В первой половине 1943 года бригада насчитывала уже 10 тысяч человек, к концу 1943 года началось формирование 1-го полка Бригады охраны поглавника, командиром которого стал полковник Хорватского домобранства Гредель. 9 сентября 1943 года в ходе операции «Ахзе» Бригада охраны поглавника разоружила батальон итальянских войск в Ястребарско

### Дивизия
В конце 1944 года бригаду начали расширять в дивизию, командиром которой стал генерал Мирко Грегорич. В мае 1945 года разгромленная дивизия пыталась сбежать в Италию и Австрию, но британцы выдали значительную часть беглецов югославским партизанам. Из выданных очень немногие были амнистированы: значительная часть была расстреляна по обвинению в коллаборационизме.

## Структура[3]
1 декабря 1942
- Штаб бригады (Загреб)
- 1-й батальон (Загреб)
- 2-й батальон (Баня-Лука)
- 3-й батальон (Загреб)
- Батальон запаса (Загреб)
- 1-я мобильная группа (Загреб)
- Кавалерийская группа (Загреб, 1 — 3-й эскадроны)
- Артиллерийский батальон 100-мм полевых орудий и 75-мм горных орудий (Загреб)
- Оркестр (Загреб)

20 июня 1943
- Штаб бригады (Загреб)
- 1-й батальон (1 — 3-я роты)
- 2-й батальон (1 — 3-я роты)
- 3-й батальон (1 — 3-я роты)
- Батальон запаса (1 — 5-я роты)
- Кавалерийский эскадрон
- Танковая рота (8 лёгких танков)
- Артиллерийская батарея (4 орудия)
- Рота рабочих

8 октября 1943
- Штаб бригады (Загреб)
- 1-й батальон (Вараждин, 1200 человек)
- 2-й батальон (Загреб, 1200 человек)
- 3-й батальон (Загреб, 1400 человек)
- Батальон рекрутов (Осиек, 500 человек)
- Батальон рекрутов (Карловац, 500 человек)
- Батальон рекрутов (Хрватски-Карловци, 500 человек)
- Кавалерийский эскадрон (Загреб-Максимир, 100 человек)
- Кавалерийский эскадрон (Нови-Двор, 100 человек)
- Кавалерийский эскадрон (Дони-Мохоляц, 100 человек)
- Рота лёгких танков
- Артиллерийская батарея
- Вспомогательные части

1 января 1944
- Штаб бригады (Загреб)
- 1-й усташский полк (Вараждин)
  - 1-й батальон (Лудбрег)
  - 2-й батальон (Нови-Мароф)
  - 3-й батальон (Иванец и Лепоглава)
  - 4-й батальон (Вараждин)
- 2-й усташский полк (Осиек)
- Батальон гарнизонной службы (Загреб, 1 — 7-я роты)
- Артиллерийская группа (Загреб, 1 — 3-я батареи)
- Мобильная группа (Свети-Иван-Зелина)
- Бронетанковая группа (Вараждин)
- Кавалерийская группа (Дони-Зелина)
- Моторная группа (Загреб)
- 1-й и 2-й батальоны рекрутов (Загреб)
- Вспомогательные части

1 июня 1944
- Штаб дивизии
  - Штаб-квартира
  - Рота связи
  - Рота логистики
  - Гвардейский взвод
- 1-й пехотный полк
  - 1-й батальон (1 — 4-я роты)
  - 2-й батальон (5 — 8-я роты)
  - 3-й батальон (9 — 12-я роты)
  - 13-я штабная рота (взводы мотоциклистов, инженеров и связистов)
  - 14-я рота тяжёлого оружия (взводы миномётчиков, пулемётчиков и противотанковых сил)
  - Лёгкая колонна поддержки (тягловая сила)
- 2-й пехотный полк
  - Гвардейская группа
  - 1-й батальон (1 — 3-я роты)
  - 1-й батальон (4 — 6-я роты)
  - 1-й батальон (7 — 9-я роты)
- Группа рекрутов (1 — 9-я роты)
- Кавалерийская группа (1 — 3-й эскадроны)
- Артиллерийская группа
  - Батарея лёгкой полевой артиллерии (4 x 84-мм орудия)
  - Батарея лёгкой полевой артиллерии (4 x 84-мм орудия)
  - Батарея тяжёлых моторизованных полевых гаубиц (8 x 90-мм орудия)
- Мобильный батальон
  - 2-я мотоциклетная рота (17 станковых пулемётов, 4 средних миномёта)
  - 3-я танковая рота (15 танков)
  - 4-я мотопехотная рота (2 станковых пулемёта, 9 ручных пулемётов, 5 лёгких миномётов)
  - 5-я штабная рота (взводы инженеров, связистов и поддержки)
- Бронетанковый батальон
  - 1-я рота средних танков (15 танков)
  - 2-я рота лёгких танков (7 танков)
  - 3-я мотопехотная рота (12 ручных пулемётов, 2 средних миномёта)
  - 4-я мотопехотная рота (12 ручных пулемётов, 2 средних миномёта)
  - 5-я штабная рота (взводы инженеров, связистов и поддержки)
- Транспортный батальон
  - 1-я и 2-я роты грузовиков
- Медицинское отделение
  - Медицинская рота
  - Рота оздоровления
  - Ветеринарный взвод

15 сентября
- Штаб дивизии
  - Штабная рота и вспомогательные службы (Загреб)
- 1-й пехотный полк (Лудбрег)
  - 1-й батальон (Лудбрег)
  - 2-й батальон (Нови-Мароф)
  - 3-й батальон (Иванец и Лепоглава)
  - 4-й батальон (Вараждин)
- 2-й пехотный полк (Харасцина)
  - 1-й батальон (Трговисце)
  - 2-й батальон (Крижевци и Вараждин)
  - 3-й батальон (Доне-Михоляц)
- Артиллерийская группа (Хум, Златар и Бистрица)
- Кавалерийская группа (Дони-Зелина, Бьеловар, Поповац)
- Мобильная группа (Свети-Иван-Зелина)
- Бронетанковая группа (Вараждин)
- Гвардейская группа (Загреб, 1 — 3-й батальоны)
- Батальон запаса (Осиек)

15 апреля 1945
- Штаб дивизии
  - Штабная рота и вспомогательные службы (Загреб)
- 1-й пехотный полк (Нови-Мароф)
  - 1-й батальон (Лудбрег)
  - 2-й батальон (Нови-Мароф)
  - 3-й батальон (Вараждинске-Топлице)
- 2-й пехотный полк
  - 1-й батальон (Свети-Иван-Зелина)
  - 2-й батальон
  - 3-й батальон
- Артиллерийская группа (Златар и Бистрица)
  - 1-я батарея (100-мм орудия)
  - 2-я батарея (100-мм орудия)
  - 3-я батарея (75-мм орудия)
- Мобильная группа (Свети-Иван-Зелина)
- Бронетанковая группа (Вараждин)
- Кавалерийская группа (Загреб)
- Гвардейская группа (Загреб)
  - 1-й батальон (Слемен)
  - 2-й батальон (Дони-Зелина, Бьеловар, Моравце)
  - 3-й батальон (Загреб)
- Батальон запаса (Загреб)